# Pat Roach
Francis Patrick "Pat" Roach, född 19 maj 1937 i Birmingham, England, död 17 juli 2004 i Bromsgrove, Worcestershire, var en brittisk brottare och skådespelare.

## Karriär
Innan Roach blev skådespelare var han en välkänd brottare. Efter att hans skådespelarkarriär tog fart fortsatte han att brottas under namnet "Bomber" Roach, och var både brittisk och europeisk tungviktsmästare i brottning.
Han gjorde sin skådespelardebut som dörrvakt i A Clockwork Orange (1971), och sedan som bråkmakaren Toole i Barry Lyndon (1975). Roach hade stor framgång i karaktären som stor muskelknutte, inklusive Hefaistos i Gudarnas krig (1981), och en krigsherre i Barbarernas hämnd (1985). Kanske mest anmärkningsvärd var hans roll som General Kael i Willow (1988), och den keltiska hövdingen i Robin Hood: Prince of Thieves (1991).
Roach spelade flera storvuxna skurkar i Indiana Jones-serien. I Jakten på den försvunna skatten (1981), spelade Roach dels en enorm Sherpa som slåss mot Jones i en bar i Nepal och sedan en stor tysk mekaniker som boxas med Jones, innan han blir dödad av ett propellerblad på landningsbanan i Egypten. Han hade den sällsynta möjligheten att bli dödad två gånger under en film. I Indiana Jones och de fördömdas tempel (1984), spelade Roach en grym uppsyningsman. Roach verkade bara kortfattat i Indiana Jones och det sista korståget (1989) som en Gestapo-officer.
Roach är mest känd för brittisk publik i komedi-dramat Auf Wiedersehen, Pet som Brian "Bomber" Busbridge, en murare som anslöt sig till de andra i Düsseldorf och var med i alla fyra serier, men dog innan serien avslutades.
Roach dog i juli 2004 efter en lång kamp mot strupcancer.

## Filmografi i urval
- 1971 – A Clockwork Orange
- 1975 – Barry Lyndon
- 1981 – Gudarnas krig
- 1981 – Jakten på den försvunna skatten
- 1983 – Never Say Never Again
- 1983–2004 – Auf Wiedersehen, Pet (TV-serie)
- 1984 – Conan förgöraren
- 1984 – Indiana Jones och de fördömdas tempel
- 1985 – Barbarernas hämnd
- 1988 – Willow
- 1989 – Indiana Jones och det sista korståget
- 1991 – Robin Hood: Prince of Thieves